# Jacob Goeree
Jacob Klaas Goeree (* 7. August 1966) ist ein niederländischer Ökonom.

## Leben
Goeree studierte zunächst theoretische Physik an der Universität Utrecht. Dort erhielt er 1989 einen B.S.-Abschluss und wurde 1993 zum Ph.D. in Physik promoviert. Anschließend wechselte er an die Universität Amsterdam, an der er ein Studium der Wirtschaftswissenschaften aufnahm. 1994 erhielt er einen B.A.-Abschluss, 1997 wurde er zum Ph.D. in Wirtschaftswissenschaften promoviert. Von 1996 bis 1999 war er als Assistenzprofessor, von 2000 bis 2001 als Associate Professor an der University of Virginia tätig.
Von 2002 bis 2004 kehrte Goeree an die Universität Amsterdam zurück, an der er als ordentlicher Wirtschaftsprofessor lehrte. 2004 wechselte er als Professor an das California Institute of Technology und wurde dort zudem Direktor des California Social Science Experimental Laboratory. Von 2009 bis 2016 war er Inhaber des Lehrstuhls für Organisationsökonomik an der Universität Zürich. Seit 2015 ist er Professor an der University of Technology, Sydney. Er war von 2013 bis 2015 Präsident der Economic Science Association und ist derzeit als Altpräsident Mitglied des Vorstandes.
Beim Handelsblatt-Ranking Volkswirtschaftslehre 2011 Top-250 Lebenswerk belegte Goeree Platz 23.

## Forschungsschwerpunkte
Goeree ist auf dem Gebiet der experimentellen Wirtschaftsforschung aktiv. Er beschäftigt sich mit begrenzter Rationalität und Marktgestaltung. Außerdem beschäftigt er sich mit Sozialen Netzwerken und sozialem Lernen.